# Liste der Kulturgüter in Birsfelden
Die Liste der Kulturgüter in Birsfelden enthält alle Objekte in der Gemeinde Birsfelden im Kanton Basel-Landschaft, die gemäss der Haager Konvention zum Schutz von Kulturgut bei bewaffneten Konflikten, dem Bundesgesetz vom 20. Juni 2014 über den Schutz der Kulturgüter bei bewaffneten Konflikten sowie der Verordnung vom 29. Oktober 2014 über den Schutz der Kulturgüter bei bewaffneten Konflikten unter Schutz stehen.
Objekte der Kategorien A und B sind vollständig in der Liste enthalten, Objekte der Kategorie C fehlen zurzeit (Stand: 1. Januar 2023).

## Kulturgüter
| Foto |                                                                                   | Objekt                                                 | Kat. | Typ | Standort                           | Beschreibung |
| ---- | --------------------------------------------------------------------------------- | ------------------------------------------------------ | ---- | --- | ---------------------------------- | ------------ |
| ja   | Datei hochladen · Wikidata zu Kraftwerk Birsfelden (Q1786069)                     | Kraftwerk Birsfelden KGS-Nr.: 01401                    | A    | G   | Hofstrasse 80 614132 / 267684      |              |
| ja   | Datei hochladen · Wikidata zu Römisch-katholische Kirche Bruder Klaus (Q19362764) | Römisch-katholische Kirche Bruder Klaus KGS-Nr.: 09730 | A    | G   | Hardstrasse 28 614098 / 266785     |              |
| ja   | Datei hochladen · Wikidata zu Birsfelder Museum (Q27479834)                       | Birsfelder Museum KGS-Nr.: 12269                       | B    | S   | Schulstrasse 29 614002 / 267176    |              |
| ja   | Datei hochladen · Wikidata zu Kino Roxy (Q111222400)                              | Kino Roxy KGS-Nr.: 16372                               | B    | G   | Muttenzerstrasse 6 613930 / 266780 |              |